# Cabañas de Yepes
Cabañas de Yepes è un comune spagnolo di 272 abitanti situato nella comunità autonoma di Castiglia-La Mancia.